# 치리크베니차

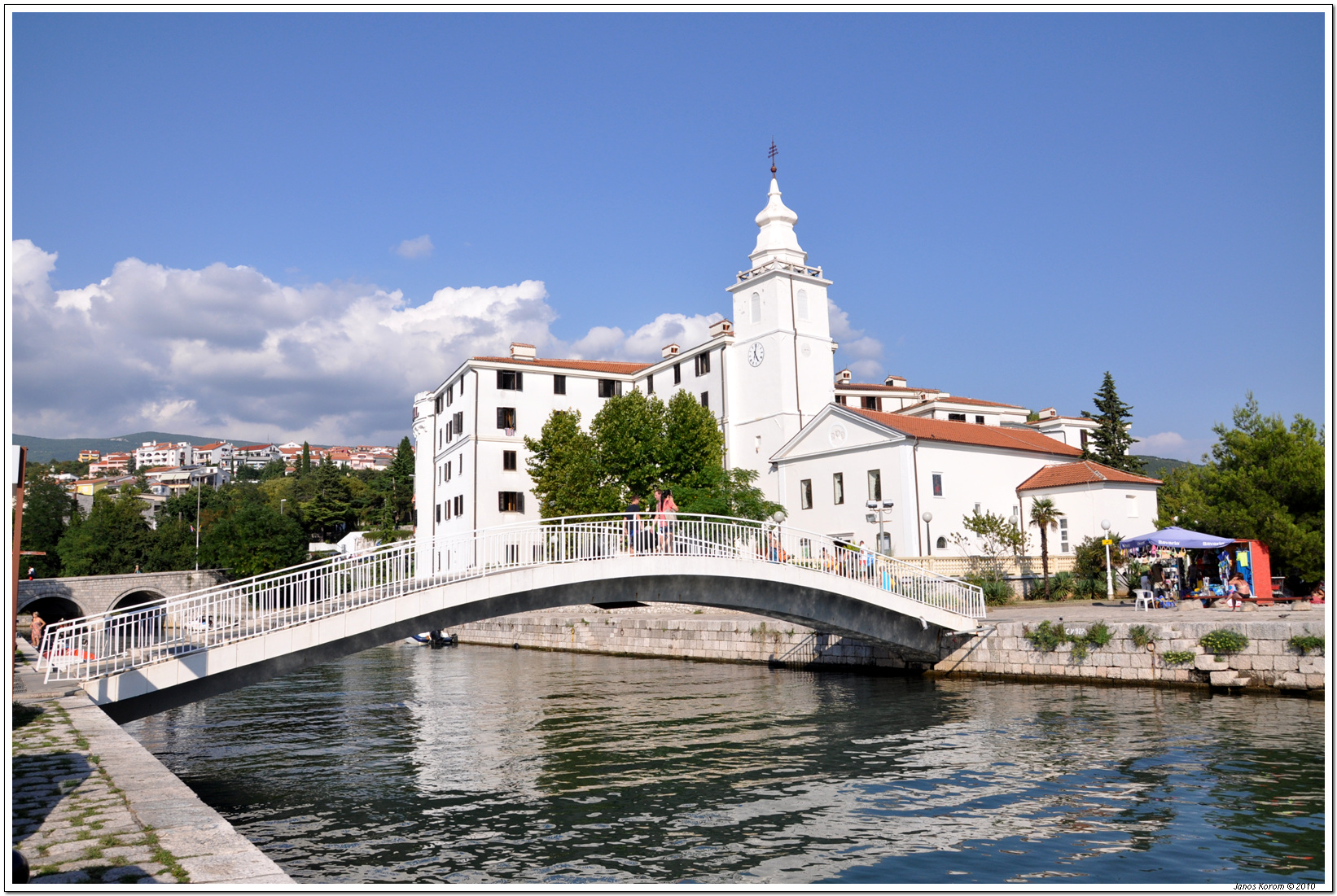
치리크베니차

치리크베니차(크로아티아어: Crikvenica)는 크로아티아 프리모레고르스키코타르주에 위치한 도시로 인구는 11,122명(2011년 기준)이다.